# 実況パワフルプロ野球 サクセスモード
実況パワフルプロ野球 サクセスモード（じっきょうパワフルプロやきゅう サクセスモード）では、コナミデジタルエンタテインメントから発売されている野球ゲームシリーズ『実況パワフルプロ野球』（パワプロ）のゲームモードの1つである「サクセスモード」について解説する。
『実況パワフルプロ野球2016』など作品から登場した、過去のサクセスモードのチーム・キャラクターが登場する選手育成モード（「パワフェス」モード、「ヒーローズ」モード）のシナリオについても解説する。
シリーズ作の個別設定は各作品項を参照。

## 概要
『実況パワフルプロ野球3』から登場した選手育成モード。「野球」部分と同じくパワプロの看板モードである。『パワプロ2』開発スタッフの間で『ときめきメモリアル』が流行しており、『パワプロ3』開発時に何か売りが欲しいとスタッフが考えたことが導入のきっかけになった。
育成シミュレーションゲームの形式で進行し、野球の練習や試合で好成績を挙げることによって主人公の能力を上げていく（一部作品では通常練習部分を省き、主に試合を行い勝ち続けることで能力を上げるシナリオもある）。「サクセス（成功）」という名前の通り、基本的にはどん底の能力からのし上がっていく形となり、限られた期間内に効率よく成長させることがゲームとしての肝となっている。しかしスカウト（プロ編では監督）から一定以上の評価を得られなかったり、再起不能の怪我になった場合などにはゲームオーバーとなり、その育成データは原則破棄されることになる（2020以降ではスカウト評価が足りない場合でも育成契約に滑り込んだとしてクリアになる）。登録できた選手は、オリジナル選手として他のモードで使用できる。
練習効率を高める手法も作品毎にさまざまなものが用意されている（『パワプロ8』で初めて実装された「友情タッグ」など）。また、女性との恋愛を成功させることで特殊能力などのボーナスが入手できる、という要素は初期から維持され続けている。しかしイベントなどのランダム性が強いため、確実な攻略法の類は基本的に存在しない。
このモードの好評を受けて、『パワプロクンポケット』シリーズなどパワプロシリーズの派生作品から登場した、パワプロのサクセスと同じような形式を採用した選手育成モードも「サクセス（モード）」を冠する場合が多い。
なお、企画立案時にいわゆる「選手エディット」のようなモードが検討されたこともあったが「パラメータをオールMAXにして終わってしまうからつまらない」という理由で現在のような形式になった。

### ゲーム性
行動回数について
主人公の行動回数と行動単位については、初期作品では「1週間単位で3年間」ということが多かった（ただしプロ編は3年目の日本シリーズまで、アマチュア編では3年目の夏の甲子園などドラフト会議前参加できる最後の大型大会までなどで、2.5年×12か月×4週〈2年半程度〉が多く）が、近年の作品では「1週間単位で1年間（2年夏の甲子園終了から3年夏の甲子園終了までなど）で、1.0年×12か月×4週」がスタンダードになっている。
シリーズによっては行動回数や行動単位は舞台となる題材によってさまざまであり行動回数は異なるが、経験点の稼ぎやすさや必要な能力値が異なる。
リセット防止措置について
「セーブ＆リセット」によるやり直し対策は厳重になされており、故意・過失を問わず「リセット」（正規のコマンドで終了しない強制終了）をすると、ペナルティ（一部作品を除く）で選手の能力を大幅に下げられてしまったり、作品によってはセーブしていても選手データが削除されてしまったりする。保存にメモリーカードを使う作品でも、コピー禁止などのプロテクトがかかっている場合がある。
ただし、携帯ゲーム機でのタイトルの場合は、バッテリー切れによる強制終了を考慮してペナルティが緩くなっている場合もある（例としてPSPで発売された『パワポタ4』はオートセーブ、ペナルティともになしのため、任意のタイミングでセーブしてリセット粘りなども可能である）。
ネットワーク対応の作品では、有料アイテムとして特定状況のみ直前の結果までやり直し可能という疑似セーブ＆リセットの機能が追加された場合もある。
能力の上げ方
本シリーズでは基本的に「練習」するだけでは「能力」が上がらず、練習終了後に入手可能な各種「経験点」を「能力アップ」コマンドにおいてプレイヤーが各能力に自由に割り振ることで主人公を成長させることができる。
ただし、初期の投手サクセスでは投手能力の「経験点」が隠しパラメータになっており、一定の経験点に達すると勝手に能力が上下する（新変化球取得は確率や乱数が絡む）システムだった（野手能力は野手サクセスと同様に自由割り振りであるが、投手能力の経験点を稼ぐ練習がほとんどのため野手能力を高くするのは難しい）。そのため練習後に能力が上がらないと「○○が上がった（下がった）ような気がした」などのあいまいなメッセージが出た。
また、初期作品の野手サクセスでは育成開始時に「1番タイプ」「4番タイプ」などを選択できた。これはCPUが手持ち経験点からタイプに合わせた思考ルーチンで自動的に能力アップをしてくれるモードで、タイプよって初期能力や能力アップに必要な経験点の補正があった（「一番タイプ」はミート、走力が上がりやすいなど。現在のような自由割り振りは「マニュアル」となっていた）。なお現在の一部作品では、投手サクセスでは起用方針による一部能力アップに必要な経験点の補正があった。
サクセス中の試合、および「実技練習」あるいはライバルキャラとの勝負イベントにおいてプレイできる。試合に際しては、最初から最後まで全ての操作を行うのは例外的であり、基本的に打者の場合は自分の打席のみを操作し、投手の場合は相手のランナーが二塁か三塁にいる場合のみ操作することになる。主人公が野手の場合、どれだけ打っても味方投手や守備のせいで負けることもある。
主人公が投手の場合、守備操作はCPUのオートのため、CPUレベル（たいていはシナリオによって固定されている）によって打ち取りやすさは異なる。またランナーなしでのホームラン、スタミナ切れによる交代など、プレイヤーが全く操作せずに負ける、もしくは勝つということもある。
このように、いくらプレイヤーの腕があっても、ランダム要素で負けるということも往々にしてある。ただしキャプテンになるなどの条件を満たした場合、7回あるいは8回以降の全ての操作を行えるようになるため、プレイヤーの腕による挽回も可能である。
体調管理とケガの要素（体力・故障率・○○爆弾・ケガ）
練習時には体力を消費するが、体力の低さに応じて練習時の故障率が上昇し、ケガをしたり、運が悪いと入院を要する大怪我に見舞われることすらある（この時、ケガの度合いに応じて能力が大きく低下する）、重度したケガの場合選手生命が絶たれてゲームオーバーになる。そのため、連続で練習コマンドを選び続けることはできず、体力回復コマンドを適宜選択して体調管理を行わねばならない。
『パワプロ3』から『パワプロ7』（PS版『2001』以降のサクセスロード含む）では体力のほかに故障率に関するパラメータとして「タフ度」があり、同じ体力でもタフ度が高いと故障率が下がる。
また、『パワプロ4』から登場する「肩爆弾」「肘爆弾」、および『パワプロ9』からの「足爆弾」はいわゆるバッドステータスであり、これを取得しその後「爆発」した場合、即座に選手生命が絶たれてゲームオーバーになる。『パワプロ9』以降は確率次第（『パワプロ2013』以降は無条件）でゲームを続行できるようになったが、それでも能力の大幅な低下は避けられない。
難点は発生率および「爆発」率が一切プレイヤーに表示されないことであり、その予測不可能性も相まってゲームの難易度を上げる要素となっているが、攻略本には発生率および爆発率が記載されているため、ある程度の把握は可能。従来はダイジョーブ博士の手術で除去することが主な回避手段であった。タイトルによっては「爆発」を回避する手段も複数用意されるようになっている。
なお、この他に大怪我と入院に見舞われるイベントとしては「交通事故」も用意されており、その致命的な効果と完全な予測不可能性はいささか理不尽な形で攻略を困難なものにしていた（近年の作品には存在しない。しかし『パワプロ9』のサクセスを原作に持つ2019年発売のNintendo Switch版のサクセスでは交通事故イベントが存在する）。
やる気
「野球・対戦モード」における各選手の「調子」と同様であり、絶好調・好調・普通・不調・絶不調の五段階（『パワプロ15』以降の作品に搭載された「クローズアップシステム」はサクセスでは起動しない）。サクセス中の試合においても主人公の能力をそれに応じて一時的に変化させる。また、練習における経験点の取得にも影響し、調子が良いほど多くの経験点が得られる。
この「やる気」はランダムも含めたイベントの多くによって頻繁に上下する。プレイヤーが意識的に上げる手段としては「遊ぶ」「デート」コマンドや「アロマグッズ」といったアイテムがある。ただしコマンドによる調整には練習一回分の時間単位（作品によって異なる。一日あるいは一週間）を要する上に体力の回復も兼ねていることが多いため「どのタイミングで調子を上げるか」も育成における重要なポイントとなる。
「遊ぶ」
「やる気」を上げるためのコマンド。アイテムや特殊な能力を入手できることもある。ただし「マイライフ」モードの同コマンドやパワプロクンポケットシリーズ（パワポケシリーズ）の「うろつく」、および本モード内の「デート」（後述）と違って、基本的に行き先や目的を選ぶことができない。そのため発生するイベントのランダム性が極めて高く「やる気」や体力が下がることもある。
『パワプロ2016』から『2018』では練習後のコマンドとして「パワマップ」が登場し、パワポケシリーズ同様に自由に行き先を選ぶことが可能であった。
所持金の概念
『パワプロ6』で初めて登場。当初は部費や家賃や年金の支払いのためにアルバイトが必要になるなど、むしろ練習を妨げる要素として導入された。しかし後には体力回復や能力アップなど、さまざまな効果を持つアイテムが買えるようになり、デートや遊興系イベントではお金を払えばプラス効果が出やすくなったこともあり、お金稼ぎと練習とのバランスをとることで育成の幅を広げることが可能になった。
彼女システム
彼女に「電話」することで「やる気」や「体力」を回復することができる。当初は外見こそ違うものの台詞は共用で女性一人一人に性格的な個性付けはされておらず、育成的にも物語的にもおまけ程度の要素だった。
大きく進化を遂げたのは『パワプロ5』からのことである。彼女候補全員に個性が設定され、彼女らの評価に応じて折々のプレゼントの質が変化、それにより有効な特殊能力も習得可能になるなど、育成において非常に重要な存在となった。以降は概ね一つの組織に一人、多くは野球部のマネージャーとして一作品に3 - 4人ずつ登場している（近年の作品では、共通候補2 - 3人＋シナリオ別限定彼女1人ずつというパターンが多い）。また『パワプロ2013』と『パワプロアプリ』では一度に2人以上の彼女と付き合うこともできる。
なお、『パワプロ』の彼女候補キャラは『パワポケ』シリーズと違って続編に登場・関与することは少なく、例外は数人程度。「第一世代」の「パワフル高校野球部マネージャー」（『パワプロ5』『パワプロ9』『パワポタ3』『パワプロ2011』）がそれぞれ全くの別人であるように、『パワプロ2012』を除けば彼女候補が再登場すること自体がなかった。
また女性を「彼女」にする過程では『パワポケ』シリーズのように複雑なフラグ管理をこなす必要がなく、いわゆる「彼女ルート」のような連続イベントが起きることもない。その意味ではあくまで選手育成の一要素という枠を越えてはおらず『パワプロ2013』・『パワプロ2014』・『パワプロアプリ』ではイベントデッキ、『2016』・『2018』では「パワマップ」の導入に伴い彼女関係の連続イベントも本格に導入された。
『パワポタ4』と『パワプロ2014』以降の作品のサクセスでは、マイライフモードの彼女システムと連動する機能が存在する（#マイライフとのつながり参照）。
継承選手
『9』から導入され、『2013』『2014』以外に登場。サクセスモードで作成された選手が、次回以降のプレイ時にチームメイト（一部例外あり）として登場するシステム。単純な戦力強化につながることに加え、好感度を高めることでイベントキャラと同じように「友情タッグ」が行えたり、彼らが持つ特殊能力をランダムで取得できたり、といったメリットがある。
そもそもの目的は難易度の緩和であるため、試合で活躍できずプロ入りできなかった選手や途中で育成を諦めた選手もシステムデータ上に保存され登場する。『2016』以降、他プレイヤーから作成したオリジナル選手も継承選手として使用することができる。
シナリオ
『パワプロ5』以降のサクセスでは基本的に一作品内に複数のシナリオが用意されている。シナリオごとに主人公の所属組織は異なっており、それぞれの組織ごとに登場人物・イベントが異なるだけでなく、各練習の初期効率、それに伴う育成し易さも大きく異なることが多い。これらの舞台となる組織は各作品ごとに新規のものが作られることが多いが、細部の違いはともかく、大まかには以下のように分類することができる。場合によってはエキスパートとバラエティの混合もあり得る。
チュートリアル用
各作品で最初からプレイ可能なシナリオ。ほとんどが「パワフル〜」の名称。各作品のゲームバランスに慣れるためのシナリオなので、大きく奇をてらったようなイベントは基本的に起きず、比較的スムーズに攻略可能。しかしその分練習効率は高くなく、強力な選手は作りにくい。
ただし『パワプロ11』の「パワフル大学」がプレイ状況に応じて「弱小」「普通」「強豪」に変化するなど、一部作品では何らかの形で練習効率を向上させるコマンドが用意されるようになっており、クリアが容易という以外のメリットも増えている。
第一世代の場合、このシナリオの主人公は猪狩守にライバル視され、彼との交流が描かれることが多い。
エキスパート用
「あかつき〜」「帝王〜」などの名称が多い。その他『15』の神楽坂グループ、『2013』の激闘第一、『2014』の壱流大学、『2020』の提供国際大学もこれに該当する。
地域の強豪を舞台としており、レベルの高い練習機材が初めから用意されているため経験点を稼ぎ易い。しかしランキング形式や一軍・二軍制になっており、定期的に行われるバッティング・ピッチングの実技試験に失敗すると、チュートリアル用組織以上に練習効率の悪い「下位ランク」「二軍」に落とされてしまう（シナリオによってはゲームオーバーになるものもある）。そのため、実技に合格し続ける技量がプレイヤーに要求される。
なお、難易度の高さと引換えに最も効率良く選手を育成可能なシナリオであることが多かったが、近年の作品では育成システムが複雑化していることもあり、必ずしも最も効率が良いシナリオとは限らない。
バラエティ用
練習効率はチュートリアル用と大差ないが、ランダム要素の強いイベントが多く起き易く、運が大きく絡むシナリオ。強烈な個性のキャラクターが特殊なイベントを多発させるケースや、人数不足の組織において主人公の仲間集めによって練習効率が大きく変るケースなどがある。
チュートリアル用組織と比べると、チームメイトが質・量ともに劣ることが多い。このため、初期の作品群では試合に勝ってスカウトの評価を高めること自体が難しく、折角強い選手を作れたのにドラフト選外のゲームオーバー、ということも少なくなかった。
バラエティ&エキスパート用
バラエティにエキスパートの要素を混ぜた混合シナリオ。ベースは運要素が含まれるバラエティでありながら、試合や勝負に勝つ腕前などが要求されるエキスパート要素がある。シナリオが4 - 5つ以上ある時に用意されていることが多い。
『パワプロ6』の仏契（ぶっちぎり）大学のように敵の妨害ができる代わりに、キャッチャーのサインを盗まない限り、ミット移動が確認できなくて試合の難易度が上がり、活躍して大豪月の評価を高めないといけなかったり、『パワプロ13』の灰凶高校のように水システムを上手く活用しながら、１打席(10球)勝負に勝利できる腕前が必要など、強い選手を作るには強運と技量両方が必要になる。その代わり、威圧感のような貴重かつ強力な特殊能力の取得やアイテムゲットなど、そのシナリオ独自のボーナス要素が存在することがある。
試合専用
上記4つと異なり、試合数が多い代わりに練習回数が少ない、もしくは全く存在しないシナリオ。
『パワプロ6』のするめ大学、『パワプロ99'』の冥球島編、『パワプロ9』の球八高校、『パワプロ10超決定版』のサクセスオールスターズ、『パワプロ11』以降の日本代表系シナリオ全般、『パワプロ2011決定版』の戦国編、および『パワプロ2016』以降の「パワフェス」モードと『パワプロ ヒーローズ』の「ヒーローズ」モードのシナリオもここに属する。
他のシナリオと異なり、最初の試合から必ずスタメンでプレイできるほか、主に試合にて経験点を稼ぐことになるため、他のシナリオに比べて経験点が多く獲得できることが多い。初期の作品では一度試合に負ければそこでゲーム終了となるが、近年の作品ではトーナメント形式により序盤の敗北はある程度許容できる場合もある。
チームメイトについては、最初から強力なチームメイトが揃っているパターンと、試合をこなすごとに成長・加入するパターンがある。

### 世界設定・その他
世界設定
主人公は高校、大学、社会人、プロなどの野球チームに所属しており、ただ練習するだけではなく恋愛・人間関係、怪我などのさまざまなイベントを経験する。各作品のストーリーは大学編・社会人編以外のサクセスは基本的にリンクしているが、諸事情で矛盾する部分もある。
同様に「サクセス」モードを持つ『パワポケ』シリーズと比べると、初期作品では現実と大きくかけ離れたガジェットや組織は基本的に登場しないが、『パワプロ8』のドラフ島、『パワプロ12』の野球アカデミー、『パワプロ2011』のタイムスリップ、パワフェスモード・ヒーローズモードの開催会場のような例外もある。後述のように『パワプロ10』から『パワプロ15』までは複数の架空プロ球団も存在しており、女性選手の甲子園大会出場に関しては『パワプロ9』以降は自明のこととして世界観に組み込まれている。また、『パワポケ』シリーズのような人と区別できないほどに高い技術のものではないが、一部サイボーグかロボ選手も登場している。
また、サクセスモードのシナリオ扱いだが既存のサクセス世界設定と一切無関係のシナリオが少数存在する（『パワプロ14』 - 『パワプロ2009』の「栄冠ナイン」、『パワプロ14決定版』『パワプロ2009』の「ドリームJAPAN」、『パワプロ2012決定版』の「パワフルナイン」が該当）。
パワプロシリーズ独自のプロ球団・リーグ
『パワプロ10』から『パワプロ13』までのサクセスでは、実在の12球団の他、昔から存在していた球団としてパワプロオリジナルプロ球団猪狩カイザース、頑張パワフルズ、極亜久やんきーズ、キャットハンズを加えた2リーグ16チーム制となっている。そして『パワプロ14』では津々家バルカンズ、シャイニングバスターズが新規参入し、先の四球団と合わせて新たな野球リーグのレボリューションリーグ（通称レ・リーグ）が発足し、球界は3リーグ18チーム制に拡大した。これらは『パワプロ15』でも維持されている。それらの作品から作成した選手は、架空球団に選ぶこともできたが、12球団のみが登場するマイライブモードのオリジナル選手編をプレイした場合、該当選手がランダムに実在球団に割り振られることとなった。
しかし主人公の世代が第一世代に回帰したプロ編『パワプロ2010』は実在12球団のみが登場する世界に戻っており、第二・第三世代のキャラクターたちもそれぞれ実在球団に割り振られることとなった。
（『パワメジャ』シリーズを除く）『パワプロ10』以降のパワプロシリーズでは、アメリカの野球リーグの最高峰であるメジャーリーグは権利上の都合で「レギュラーリーグ」と呼ばれる（レッドエンジェルスをはじめ、あちら側の架空球団も存在する）。これは『パワプロ2010』以降の作品でも維持されている。
他モード・作品とのつながりとコラボレーション
マイライフモード
『パワポタ4』と『パワプロ2014』以降の作品は、サクセスでは彼女に付き合う状態でプロ入りの場合、マイライフの「オリジナル選手編」で当該キャラクターが彼女状態にして結婚候補としても登場する（一部キャラクターは反映されない）。
逆にマイライフオリジナルキャラの出演は、現時点では『パワプロ2013』のみ。
パワプロクンポケットシリーズ
『パワプロ5』発売後、サクセスモードをどこでも手軽に楽しめるソフトとして、ゲームボーイ専用ソフト『パワプロクンポケット』が発売され、その後パワプロクンポケットシリーズ（パワポケシリーズ）としてもうひとつのシリーズとして展開された（『パワプロ'99』、『パワプロ10超決定版』など、パワポケシリーズの作品はパワプロシリーズの作品として扱い場合もある）。
なお、パワポケシリーズのメインシナリオ「|表サクセス」の世界観は、『パワプロ5』のものと共有された、これは『パワプロクンポケット』の1年目は『パワプロ5』の2年目と同じ年に設定されたため（ただしそれに確立されたのは『パワプロクンポケット』の続編『パワプロクンポケット2』から）。
コラボレーション
パワプロオリジナルキャラとプロ選手以外のキャラクターが出演することは少なかったが、他の作品および実在の非NPBチーム・人物とのコラボレーションした作品が存在する（『パワプロ12』のサクセスでは茨城ゴールデンゴールズ、および当時同チームの監督萩本欽一が登場、など）。なお、『パワプロ2020』など一部作品では、サクセスとの無関係なコラボレーションを行う場合もある。
ときめきメモリアルとの関連性
スタッフはサクセスモードを開発するにあたり当時人気を博していた『ときめきメモリアル』を大いに意識していたことを公言している。具体的にはプレイ期間が3年間（現在は場合によって異なる）であること、日付やパラメータの表示位置といった画面構成、コマンドを選び主人公を成長させるシステム、といった点を挙げている。初期には同作の女性キャラクターの名前を少しもじって髪の色を変えただけ、といったキャラクターも登場させていた。
サクセスと関連した育成モード
『パワプロ14』以降の作品に登場している「栄冠ナイン」が、後にはニンテンドーDSソフト『熱闘!パワフル甲子園』として独立して発売された。こちらについては作品の記事を参照。
『パワプロNEXT』には、サクセスモードの代わり、「栄冠ナイン」に近いシステムの育成モード「ヒーロー」が実装された。ただし、あちらは独立したシナリオでありパワプロのサクセスのシナリオと無関係。
さらにより簡単に選手を育成できるミニゲームとしては『パワポタ』の「パワガチャ」や『パワプロ2011』『パワプロ2012』の「サクサクセス」「パワファーム」もある。これらは数分程度で終了するので、オリジナルチームに必要な頭数を手頃に揃えることができるが、強い選手を作るのはかなり難しい。
『パワプロ2016』では、過去のサクセス作品のキャラクターとチームが登場する新たなシナリオ「パワフェス」が実装された。ゲーム内ではサクセスモードとは別モード扱いものの、ストーリーとシステム上では今までのサクセスと同じような扱い。「パワフェス」が基になっているモードが後には『実況パワフルプロ野球 ヒーローズ』として独立して発売され、『パワプロ2018』『パワプロ2020』も引き続き収録されている。

## 主要キャラクター
- 解説中の括弧内の数字は関連作品のもの。
- 『パワプロ』シリーズの「サクセス」は『パワポケ』シリーズの「表サクセス」と違って全てが同一時間軸の物語群とはされておらず、特に大学編・社会人編がサクセスの舞台の時には細かく設定が異なる（いわゆるパラレルワールド）。このとき主人公と同世代のライバルたちはその作品のみ大学生・社会人野球部員となる。このため続編の場合、キャラクターは高卒でプロ入りしたものとして扱われており、その他（大学・社会人）でのプロ入り後が本編で語られることは一切ない。
- 『パワプロ2012』以前の作品では、ライバルキャラクターの出身時期から第一（猪狩兄弟と同世代の選手および神童裕二郎）・第二（友沢亮、橘みずきと同世代の選手）・第三（東條小次郎、猛田慶次、六道聖と同世代の選手）世代に分けられている場合が多かった。ただし『パワプロ2013』（派生作『パワプロアプリ』『サクセススペシャル』含み）と『パワプロ2014』のサクセス本編では、スター・システムを採用しているため、全キャラクター（『パワポケ』シリーズのゲスト出演キャラクター含み）の世代が一旦統合された。『パワプロ2016』以降のナンバリング作品のサクセスの本編では『パワプロ2014』以前の作品からキャラクターは原則として対戦チームの相手としての出演に留まっている[注釈 14]。

|            | 高校以前                    | 高校                            | 大学                  | 社会人など                | プロ球団                               |
| ---------- | --------------------------- | ------------------------------- | --------------------- | ------------------------- | -------------------------------------- |
| 猪狩守     | いかりブルース あかつき中学 | あかつき大付属 私立パワフル学園 | あかつき大 パワフル大 | 猪狩コンツェルン          | 巨人 カイザース                        |
| 猪狩進     | （未登場）                  | あかつき大附属                  | （留学） あかつき大   | 猪狩コンツェルン          | オリックス カイザース Red Angels       |
| 早川あおい | おてんばピンキーズ          | 恋々高校 駆杜                   | 満通万教育大          | （未登場）                | ロッテ キャットハンズ                  |
| 阿畑やすし | おげんきボンバーズ          | そよ風高校                      | 近代学院大            | 一番星自動車              | 中日 やんきーズ 阪神                   |
| 神童裕二郎 | （未登場）                  | あかつき大付属 駆杜             | あかつき大            | （未登場）                | オリックス Red Angels                  |
| 山口賢     | （未登場）                  | 帝王実業                        | 帝王大                | ミゾットスポーツ          | （中日）                               |
| 友沢亮     | やんちゃプラックス          | 帝王実業 激闘第一               | 帝王大                | 野球アカデミー            | カイザース バルカンズ （西武）         |
| 橘みずき   | おてんばピンキーズ          | 聖タチバナ学園                  | イレブン工科大        | 野球アカデミー            | キャットハンズ バルカンズ （楽天）     |
| 東條小次郎 | （未登場）                  | パワフル高                      | （未登場）            | TOJOインターナショナル    | パワフルズ バルカンズ （ソフトバンク） |
| 猛田慶次   | （未登場）                  | 帝王実業                        | （未登場）            | 猛田工務店 鳳フェニックス | バルカンズ （広島）                    |
| 六道聖     | （未登場）                  | 聖タチバナ学園                  | （未登場）            | 神楽坂グループ            | バルカンズ （横浜→DeNA）               |

第二・第三世代キャラおよび山口の実在球団への所属はサクセス、またはアレンジの選手データ上設定上のものであり『パワプロ2020』までで彼らが当該球団に所属しているサクセスシナリオは発表されていない。作品によってはシナリオ設定により、レギュラー格のキャラクターでもスポット出演すらないこともある。

### レギュラーキャラクター
初登場後はほぼ毎回のように登場するキャラクター。プレイヤーキャラクターである主人公を除けばそれぞれ固有名詞を与えられており「相棒」「医者」「スカウト」「マスコット」といった固定の役割を毎回維持している。ただし経歴などの設定は毎回変化しており、明かされていない者もいる。
一部のレギュラーキャラクターの声優は『パワプロ2020』で初めて設定された。
主人公（パワプロくん）
毎回別人で、それぞれ設定も異なる（家族も作品ごとに毎回別人）。『パワプロ5』の主人公のみ『パワプロ3』の主人公のライバルとして登場した戸井鉄男と設定されている。
『パワプロアプリ』版の主人公については後述を参照。
矢部明雄（やべ あきお）
声 - 大谷育江 
主人公の親友で、俊足の外野手。初登場は『パワプロ4』。
ダイジョーブ博士
声 - 堀内賢雄
初登場は『パワプロ3』。ランダムで登場する謎のマッドサイエンティスト。自称は「どいつから来たスポーツ医学の権威」。科学の発展に異常な情熱を燃やしており、そのためには選手を実験の犠牲にすることも厭わない。
手術でいろんな恩義があり、体力を大幅回復させたり、部位にある爆弾の除去、マイナス能力と病気の除去があり、手術内容ごとに成功確率が違う（成功した時の旨味が大きいものほど確率が低い）。その中には基礎能力を高めてくれる手術もあるが、成功率は30%程度。成功（失敗）すると能力が大きく上（下）がるハイリスクハイリターンな手術である。もっとも、肩爆弾などの除去といった通常医療は高確率で成功するので、医者としての腕は確かな模様。
野球選手のデータ採取に熱心であり、野球選手として主人公のチームに参加したり（『パワプロ8』）、武井田譲（ジョー）に変装して（『パワプロ'99』冥球島編）調査したりもしている。そして『パワプロ2011』ではその科学の力で弱小「安藤梅田学園」を強豪「アンドロメダ学園」に生まれ変わらせるに至った。
『パワプロ5』 の後日談であるパワポケシリーズ、派生作品である『パワフルサッカー』にも登場しており。『パワフルサッカー』では若年性の白血病を完治できる技術を持つ。
名前の由来はスポーツ医学の権威フランク・ジョーブ博士。
加藤京子（かとう きょうこ）
初登場は『パワプロ4』。職業は看護婦。怪我をした時には必ずお世話になる人物で『パワプロ6』では彼女候補でもあった。基本的にロングヘアだがショートカットの時も。裏ではダイジョーブ博士の助手として暗躍している。ただし、姉の理香と違い博士の人体実験に対する抵抗がないらしい。
男女問わず一般人にかなり人気があるらしく、本人が存在を知らないファンクラブまである（『パワプロ13』）。会員は200人以上いるらしく、矢部もその中の1人。
加藤理香（かとう りか）
声 - 豊口めぐみ 
初登場は『パワプロ5』。京子の姉。作品によって職業が変わる白衣姿の謎の美女。当初は教師であったが、いつの間にか保険医的立場になった。なお、裏ではダイジョーブ博士の助手をしているが、妹の京子とは違い人体改造による能力強化には否定的な立場である。『パワプロ9』では恋々高校の監督として、『パワプロ10』では球団専属医として登場。『パワプロ12』では元プロペラ団員になっている。またwebアニメでは主人公や矢部(および転校してきた星井)のクラス担任を務めている。
野球の練習を見に来た際に飛んできた打球を素手でキャッチしたり、鉛筆で打ち返して場外ホームランをたたき出したりするなど、常人離れした反射神経や身体能力を持つ。また、愛に飢えた学生の心をばらまいた10円チョコで鷲掴みにしたり、気を失った振りをして反応を楽しんだりするなどの一面もある。
ゲドー君
声 - 豊口めぐみ
ダイジョーブ博士の助手。紫色の体に赤い半月状の目が特徴。基本的に「ギョ」としかしゃべれない。正体は加藤京子で、名前の由来はダイジョーブ博士が「加藤」を発音する際「ゲドー」と発音してしまっているため。
なお、あくまで変装用の衣装なので、極亜久商業の外藤（『パワプロ5』）やチケットの招集係（『パワプロ11』・『パワプロ12決』）、果ては仏契大学の主人公（『パワプロ6』）、『パワプロ5』の外伝でもある『パワポケ1』の亀田と四路智美がこの姿になる。『パワプロ2013』『パワプロアプリ』『サクセススペシャル』では強化アイテム「ゲドー像」として登場した。
スカウト
声 - 魚建
初登場は『パワプロ5』。主人公が志望するプロ球団のスカウトで「伝説のスカウト」と称される。本名は影山秀路（かげやま しゅうろ）。
主人公の調査を担当しており、いくら選手能力を高くしても彼の評価を上げなければドラフトにかからずゲームオーバーとなる。スカウトという役割から、プロ野球編では原則登場しない。
犬
シリーズのマスコット的キャラクター。近所の飼い犬。初登場は『パワプロ2』のキャンプモード。「ガンダー」と呼ばれることが多い。たまに地中に埋まったアイテムを掘り出してくれる。
姫野カレン（ひめの かれん）
声 - くじら
初登場は『パワプロ7』。巨大な体格とゴスロリ系衣装が特徴。特殊能力「威圧感」を習得させてくれる名物キャラクター。
毎回何らかの形で主人公に一目惚れし、猛烈なアタックをしかける。無断で練習場に来る、夜中まで街中を引きずりまわす、果ては冷蔵庫の中に身を隠すなどエキセントリックな行動が目立つ、と旧作では好感度の維持に苦労する難しい女性であったが、第二世代以降の作品では大人の女性として余裕を見せ始め、むしろ付き合い易い部類に属することとなった。
実はお金持ちのお嬢様で、ホストクラブでは女王の如く扱われ、取り巻きの女性たちも少なくなく、フランス語に精通しており教養も兼ね備えている（『パワプロ11』）。またカレン自身はアパレル企業の社長でゴスロリ服は自社製である（『パワプロSwitch』）。
どんな選手よりも身長および体重が大きい。大きいケーキをホールで食べる、お祭りの出店が5つ閉店するなど、人並み外れた大食漢である（『パワプロ12』、『パワプロSwitch』など）。
パワスポの投稿コーナーの常連でもあり、絵の腕前はプロ並み。選手として登場することも（『パワプロ8』では本名、『パワプロ12』『パワプロ2018』では「佐藤太郎」という偽名で登場。背番号は666）。
選手としての運動神経は全くないが、トラックに轢かれそうになった主人公を庇って無傷なほど身体は丈夫で強い（トラックは大破）。また、主人公を引きずった後抱き締めて確率でケガをさせやすくする（『パワプロSwitch』）、矢部を捕え担いで制裁する（『パワプロ12』）など、怪力である。
基本的に主人公の追っかけをしているが、他にも目をつけている選手は多々いる模様。猪狩進や友沢翔太らもその対象である。また、いわゆるボーイズラブ的な嗜好も見受けられる。
パワフェスでは特定の条件を満たすことで加入、以降初期マネージャー候補に加わる隠しマネージャー。しかし、彼女を加えた瞬間、主人公であるパワプロ君のランク系特殊能力が全てGになるという、凄まじい弱体化が起きてパワフェスの難易度が跳ね上がる。また、彼女が佐藤太郎に変装し、いつの間にか一塁手として紛れ込んでいる（基礎能力は弾道以外全て最低値）。この時、全ての試合で彼女をDH以外のスタメンに起用してクリアするとカレンからご褒美がもらえる。

### ライバルキャラクター
- 『パワプロ4』-『パワプロ10』までと『パワポタ3』『パワポタ4』、『パワプロ2010』から主人公と同じ野球の舞台で活躍する選手。『パワプロ11』-『パワプロ14』は主人公の先輩として主人公にアドバイスを与える。
- 猪狩守（以下、猪狩）を基準とすると、早川あおいは同学年、猪狩進（以下、進）は1学年下、阿畑やすしは1学年上、神童裕二郎は6学年上。
- 進・神童はストーリーの関係上、登場すらしないことも少なくない。
- 『熱血パワプロチャンプ』では引っ越してきたパワプロ君が矢部にさそわれ、高校時代の神童がコーチをつとめるリトルリーグチーム「かっとびレッズ」に参加、猪狩、あおい、阿畑、友沢（小学校低学年）らと競い合う姿が描かれた[注釈 16]。ただし進は登場せず。

猪狩守（いかり まもる）
声 - 土岐隼一
初登場は『パワプロ4』。パワプロシリーズを代表するライバルキャラクター。
猪狩進（いかり すすむ）
声 - 市川太一
初登場は『パワプロ5』。猪狩守の一学年下の弟。
早川あおい（はやかわ あおい）
声 - 青木瑠璃子
初登場は『パワプロ7』。シリーズの初代ヒロイン。
阿畑やすし（あばた やすし）
声 - 岩崎諒太
初登場は『パワプロ4』。自称「浪速の変化球男」（『パワプロ8』）。所属高はそよ風高で所属大は近代学院大。プロ編では中日ドラゴンズ（『パワプロ2010』から阪神タイガース）、極亜久やんきーズに所属。阪神ファンの関西人。変化球の開発に命を捧げており、オリジナル変化球は60号に達する「アバタボール」（ナックル）とその最終形「アカネボール」（『パワプロ10』）。元々は先発タイプの投手だが『8』以降は中継ぎタイプの投手となることが多い。主人公が投手なら「オリジナル変化球」の開発に力を貸してくれる。1月1日生まれ。
早川あおいと同じシーズンに引退（24歳）。たこ焼き屋の屋台を開いていたが、パワフル大学特別コーチに就任（『パワプロ11』）。後に野球アカデミー特別指導員の声がかかる（『パワプロ12』）。
ウィニングボールを誰も欲しがらない（『パワプロ13』）など、野球選手としての人気はイマイチ。しかし幼馴染の芹沢茜（『パワプロ9』の彼女候補）と結婚し二児を授かるなど、私生活は順調である。
神童裕二郎 （しんどう ゆうじろう）
初登場は『パワプロ7』。猪狩守と似た能力を持つサウスポーで、ツーシームが武器。所属高はあかつき大附属高（『パワプロ2013』のみ駆杜高校）で所属大はあかつき大。完全試合を日米で一回ずつ達成し天才と称された。8月9日生まれ。
高校時代はメンバーに恵まれなかったが、大学時代に頭角を現し鳴り物入りでプロ入りする。プロ入り直後は足踏みしたが先輩の指導により実力を伸ばす。神童を追ってアメリカのレギュラーリーグ（現実世界のメジャーリーグに相当）へと移籍したオリックス時代のチームメイト猪狩進と出会い、彼の「投手の能力を最大限に生かす能力」を引き出し、やがて二人は黄金バッテリーと呼ばれるようになった。
誠実な人格者。『パワプロ13』でみずきの姉「聖名子（みなこ）」と婚約し（28歳）、橘財団の後継者となる。『パワプロ11』全日本編で引退を発表した後（31 - 32歳）、私財を投げうって『パワプロ12』で野球アカデミーパワフルタウン支部を開設した。なお結婚は32 - 33歳頃。
友沢、橘みずきは猪狩の4学年下で「第二世代」とも呼ばれる。『パワプロ10』・『パワプロ2010』-『パワプロ2012』では主人公の後輩、『パワプロ11』-『パワプロ13』で主人公の同期、『パワプロ14』で主人公の1年先輩として登場。
友沢亮（ともざわ りょう）
声 - 斉藤壮馬
初登場は『パワプロ10』。走攻守三拍子揃ったスイッチヒッターの遊撃手。
橘みずき（たちばな みずき）
声 - 愛美
初登場は『パワプロ10』。シリーズの二代目ヒロインでサウスポーの女性投手。
東條・猛田・六道は猪狩の5学年下で「第三世代」とも称される。『パワプロ13』では主人公の1年後輩として、『パワプロ14』『パワプロ15』では主人公の同期として登場。
東條小次郎（とうじょう こじろう）
声 - 白井悠介
初登場は『パワプロ13』。細身ながら筋力と選球眼に優れるパワーヒッター。広角打法も得意で、守備能力も一流である。所属高はパワフル高。プロ編ではパワフルズ（移籍イベントが発生した場合バルカンズ）に所属。右投左打の三塁手。5月4日生まれ。TOJOインターナショナルの御曹司。
『パワプロ14』、『パワプロ15』では主人公のライバルとして登場。
野球時の「東條」と、平常時の「コジロー」という二つの人格を有する。眼鏡を掛けていることの多い「コジロー」は物静かで言葉遣いも丁寧な読書家。ユニフォームを着た（まれにスーツ姿でも発動する）「東條」は眼光鋭いストイックな野球の鬼で口調も態度も尊大。ただし主人公や猛田を奮起させるために敢えてキツイ言葉を選んでいるという面もある。なお『14』での「東條」は、たとえファンの小学生がマウンドに上がったとしても打席では一切の手加減をしない様子。
猛田慶次（たけだ けいじ）
声 - 木村隼人
初登場は『パワプロ13』。右投右打の外野手。本来は一発屋タイプで、基本的な能力は東條に一歩及ばないが、ここ一番では実力以上のパフォーマンスを発揮する。覚醒後は長打力を若干犠牲にして大幅に確実性を増したアベレージヒッターへと転向する。所属高は帝王実業高。プロ編では主人公と同期となり、バルカンズに所属。11月24日生まれ。
明るく豪快、やると決めたらやり通す性格。実家は工務店を営んでおり、頭には猛田工務店の文字をあしらった手ぬぐいを巻いている。自身も修理や工作・改造などを得意とするが、ものの考え方が単純で周りからやや見下されている感があり、学力面でも振るわないようである。中学時代は番長だったため不良たちからは恐れられているが、一応は常識人であり、年長者に対しては下手に出て話すほか、ファン感謝祭イベントで子ども相手に本気を出した東條を嗜める素振りを見せている。
東條とは顔を合わせる度に揉め事が起きる。しかし東條が過去の過ちから野球を離れていた時には挑発して復帰させるなど、ライバルとして互いを高めあう関係にある。東條だけでなく、同級生の久遠もライバル視しており、よく喧嘩している。
六道聖（ろくどう ひじり）
声 - 高橋李依
初登場は『パワプロ13』。シリーズの三代目ヒロイン。
鈴本大輔（すずもと だいすけ）
『パワプロ14』に登場するライバルキャラクター。猪狩守を彷彿とさせる容姿と能力の好青年。様々な特殊能力を持つ右腕のナックルボーラー。右投右打。
『パワプロ14』ではシャイニングバスターズのエースとして登場し、主人公にとっては東條と並ぶライバル。高校時代は目立たない選手だったが、驚異的な吸収力を持ちプロの舞台に立ってから頭角を現した。甘いマスクと物腰の柔らかな態度から、プロ野球選手の人気投票で1位を獲得している。
神楽坂光彦（かぐらざか みつひこ）
『パワプロ15』に登場するライバルキャラクター。かなりのナルシストで、リーゼントのような髪型をしている。4球種のキレのある変化球を操り、球速も速い超一流の左腕。ドラフトでは猪狩カイザースに3位で指名される。左投左打。

### 『パワプロアプリ』関連メインキャラクター
『パワプロアプリ』版「パワフル高校」シナリオに初登場するキャラクター、アニメ版と『パワプロアプリ』リリース以降のサクセス関連シナリオ（一部リメイク作品除く）に登場している「パワフル高校」は、全て『パワプロアプリ』版のもの。
パワプロくん
声：白石涼子（Webアニメ版）
甲子園出場とプロ野球入りを目指して日々練習を重ねるお馴染みの主人公。
Webアニメでは名前が「パワプロ」となっており、右投げ右打ちでポジションは捕手という設定になっている。
星井スバル（ほしい スバル）
声：逢坂良太
『アプリ』で初登場した選手。パワフル高校のみメインキャラクターとして登場。ポジションは投手で右投げ左打ち。
主人公の幼馴染。シナリオでは、家庭の事情により引っ越し、当初は覇堂高校に進学するが、ある事情からパワフル高校に転校したというパターンが多い。ただし『パワプロ2016』以降の作品では、一旦別チームに所属する主人公と一時敵対する場合もある。またパワフル高校から離脱し「暗黒スバル」としてアンドロメダ学園に転属するイベントもいくつか存在する。
覇堂高校では木場に次ぐ2番手投手として左右の柱を形成していたが、とある事情で転校。そのことで木場の失望を買い、一時期は「負け犬」と批判されているが、地方大会決勝で和解するというのが主な流れ。
投手としては平均的な球速、コントロール、スタミナを持ち、スライダーをはじめとした変化球も多彩。特に下方向の球種ながらカーブのように曲がるオリジナル変化球「スタードライブ」は決め球としても高い威力を誇るほか、webアニメでは第2のウィニングショットとして「スターダストシュート」を編み出した。また野手としても高い打撃能カを持つが特にピンチでのメンタル面に課題がある。
木場嵐士（きば あらし）
声：小野友樹
『アプリ』で初登場した選手。ポジションは投手で左投げ左打ち。
覇堂高校のエースにしてキャプテン。熱血な性格で口も悪いが、厳しい練習を常に欠かさない努力家。その厳しさはチームメイトに対しても同様で猛練習を強制的に行わせるが、その陰で自身はさらに過酷な練習を行うなど責任感が強く、野球に関しては真摯に取り組んでいる。
静火（しずか）という妹がいる。極度のシスコンで彼女に対しては頭が上がらないどころか、静火を彼女にした場合はデートの後をつけてくるほか、初詣やバレンタインのイベントにまで乱入したり、果ては見かねた主人公が勝負を挑んで負けると一方的に別れさせるなど、傍迷惑な行為も行っている。
投手としてはオリジナルストレート『爆速ストレート』を操る。150キロを超える球速に重い球質を持ち、さらにジャイロ回転しながら浮き上がる軌道の魔球で、容易にヒットを許さない。コントロールもまとまっており、スタミナも充分。変化球も一通り揃っている好投手である。打者としてはミート力とパワーを高レベルで兼ね備え、チャンスにも強いまさに投打の柱。

### その他・多数回登場キャラクター
レギュラー格のライバルキャラクターとの大きな違いは同世代の主人公が大学・社会人野球部に所属する時でもそれぞれの設定（特に進路）が変わらないこと。例えば二宮（『パワプロ9』）や館西（『パワプロ10』）は世代的に大学編などに登場可能であっても、高卒ドラフトという設定が維持されている。
戸井鉄男（とい てつお）
『パワプロ3』で初登場。出身校はパワフル高校でプロでは主人公と同じチームに所属する。キャラクターや能力、ポジションが各作品によりかなり異なっており、『3』『'97開幕版』ではパワフル高校出身のスーパールーキーで主人公と同じポジションのライバルとして登場。『'98』では甲子園決勝の相手として一塁手になっており、能力はオールMAX（2020までで敵味方含め唯一）。『10決定版』にてサクセスオールスターズ編で契約できる選手として投手として登場（契約金は1億5000万円）。コントロール・スタミナはC、球速145km/h、野手能力はミート以外C（ミートはD）と過去より大きく劣る。『2013』にはラグナロク分校プレイ時のみ甲子園決勝の私立パワフル学園本校の相手として11年ぶりに再登場。外野手登録だがサブポジションに捕手、一塁手がある。能力は走・守備面に秀でている。実は『5』の主人公という裏設定があり、『5』では名前を戸井にすると高確率でセンス〇がつく（NINTENDO64版のみ）。また『パワプロクンポケットシリーズ』にもモブとして『1』『2』『5』に登場。
佐賀巌（さが いわお）
『パワプロ3』で初登場。右投げ右打ちでポジションは外野手。所属高は鬼が島分校で、プロ野球編では主人公と同じチームに所属する。特殊能力こそ少ないものの、走攻守に高い能力を誇るプレイヤーだが、高校、プロと不幸な目に遭い続けることになる不運な選手でもある。
初登場時から名字のみで長らく下の名前は明かされていなかったが、『サクセススペシャル』へ実装時にフルネームが「佐賀巌」と設定された。
『3』では同じチームの万年2軍の先輩として登場。優しく頼れる先輩で主人公と特訓するが、最終的に解雇されてしまう。
『98』では対戦相手の鬼ヶ島分校の選手として登場。当時のサクセス選手の中では、全能力MAXの戸井鉄男に次ぐ能力を持った野手だった。
『99』では冥球島編で登場。イベントで「鬼ヶ島分校」になった理由を説明する。
『10決定版』にてサクセスオールスターズ編で契約できる選手として登場（契約金は1億5000万円）。弾道が実装されたため、能力は少し下がったが、契約できる選手の中ではトップクラスの選手の一人。
『2018』、『2020』、『2022』ではパワフェスに隠しキャラクターとして登場。個人参加を試みたものの、エントリー締め切りまでに間に合わず断念、一人素振りをしていたが、主人公たちが見つけ仲間に誘うことでチームに加入する。なお隠しキャラクターであるため、登場、チーム加入には特定の条件がある。
山口賢（やまぐち けん）
『パワプロ5』で初登場の投手。所属高は帝王実業高で所属大は帝王大。猪狩守の世代と同学年のキャラクターで、高校編、大学編ではお馴染みのキャラクター。村田兆治ばりのマサカリ投法から放たれる140km/h後半の直球と打者の手元で驚異的に変化するフォークボールが武器。帽子を被っている際は顔が影に隠れ、片目は鋭い眼光を覗かせており、尊大な発言をする。しかし帽子を外した普段の状態では銀髪がトレードマークの爽やかな好青年であり、それを知っている者には別人と言われている。
『11』では回想のみに登場。まだ弱小だった帝王大学を一人で牽引し、大学野球史上最高の投手と噂されていたが、ドラフトを前に右肩を故障し選手生命を絶たれた。『12』でスポーツ用品メーカー「ミゾットスポーツ」に就職していたことが明らかになる。スター選手であった過去はおろか野球経験者であることすらも周囲に隠し、経理部のいち社員として働いていたが、主人公の誘いもあって再び野球を始める。サウスポーに転向したあとは練習に練習を重ね、右投げ時代に匹敵する能力で完全再起を果たした。
なお『パワプロ2011』では大西との出会いをきっかけに、選手生命が絶たれる前に肩の治療に専念する道を選んだ。
大西＝ハリソン＝筋金（おおにし ハリソン すじがね）
『パワプロ5』で初登場。所属高はアンドロメダ学園高。球速は150km/hを超え、変化球もカーブ・スライダー・フォーク・スクリューと豊富。さらに桁外れのスタミナを持つなど怪物的な能力を誇るが、コントロールはかなり悪いという欠点を持つ。『パワプロ9』では最後の敵として君臨したが『2011』のアンドロメダ学園編ではチームメイトとなる。人物像は『2011』までは登場するたびに変化しており、『2011』以降も性格の完全な固定化はされていない。
『パワプロ9』ではカタコトの口調で、「女神」に力を与えられたと話し、まるでロボットのような狂気を持つ人物であった。山口率いる帝王実業を10対0で破った。
『パワプロ2011』では元々貧弱で気質もネガティブだったが、武井田と超特訓により肉体的にも精神的にも覚醒を果たす。『パワプロ9』における口調も演技として登場する。同じ病院に通っていたこと、一緒に草野球をしたことがきっかけで帝王実業の山口とはライバルになる。練習時や試合時は特製のゴーグルを付けているが、ゴーグルの下の素顔はたれ目で、プライベートではその状態で生活している。そのため山口は普段の大西と、ゴーグルをつけカタコトで喋る大西が同一人物だとは気づかなかったが、試合後にそのことに気づいた。高校卒業後は中日ドラゴンズの育成選手になる。
久方 怜（ひさかた れい）
『パワプロ'98開幕版』で初登場。'98では橘実業高に所属し、ブラックリストを作り、各高校の有名な選手を打ち取ることを趣味としていた。右投右打。
『パワプロ2012』では西強大学のエースとして登場し、滝本太郎からライバル視されている。『パワプロ2013』では逆に滝本をライバル視している。150km/hの速球と高速スライダーを操り、制球力も高い本格派。
滝本太郎（たきもと たろう）
『パワプロ'98開幕版』で初登場。一本足打法の長距離打者。'98では青龍高校に所属。西強大学では神社での勝負で久方に敗れたことからライバル視していたが、『パワプロ2012』で西強大学に進学して以降は互いに信頼し合っている。体格としては小柄ながら威圧感に溢れ、真摯な姿勢で猛練習に取り組んで鍛え上げた圧倒的な技術と飛距離は圧巻の一言。右投右打でポジションは一塁手。
久遠ヒカル（くおん ヒカル）
『パワプロ11』で初登場した友沢の後輩。所属高は帝王実業高で所属大は栄光学院大。友沢に対しては自分との勝負から逃げたとして怒りを感じている。西強大学を破るほどの実力を見せ、4年時の秋の全国大会決勝に進出し、主人公や友沢を驚愕させた。全日本代表にも選ばれ、一ノ瀬を同じ変化球投手として目標にしている。
『パワプロ13』では友沢を尊敬している後輩として帝王実業編に登場。友沢直伝のスライダーが武器で、いつか帝王のエースの座をかけて友沢と勝負することを約束していたが、友沢が肘を壊しその夢は叶わず、肘を壊した事情を一切知らなかった久遠は逃げたと勘違いして失望、険悪な関係になる。なお、『11』では友沢に「自分と同等かそれ以上の投手がいた」と評価されていた。『パワプロ13』のルート次第では友沢の事情を知り和解。甲子園大会決勝で覚醒し、基本的な能力が上がり球速は150km/hに達する。同級生の猛田とよく張り合っている。
神高 龍（かみたか りゅう）
『パワプロ12』で初登場。若くしてアメリカ野球のレギュラーリーグで活躍している、友沢のかつてのライバル。薄紫色の長髪で、よく不敵な笑みを浮かべている。所属高はアンドロメダ学園高、『パワプロ2013』では文武高。150kmの速球と大きく曲がる変化球が武器の投手で、野手としても走攻守三拍子揃った実力を持つ超一流の野球選手である。『パワプロ8』の舞台となるドラフ島の最高責任者であった神高（神高燐）は彼の母親。
『パワプロ13』ではアンドロメダ学園の選手として登場。友沢のスライダーを楽々と打ち返した。実力も然ることながらデータ野球を信条としている。友沢を投手として一流であると評価していたため、遊撃手となった彼では自分に勝てないと発言していた。再戦の誓いとして友沢にサングラスを渡した。
『パワプロ2011』のアンドロメダ学園編のラストでは後輩たちの会話で中学に有望な選手がいるとして名前のみ登場。
『パワプロ2013』の無料追加配信サクセスシナリオ「聖（セント）ジャスミン学園」編では地区決勝の相手となった文武高校のエースとして主人公たちの前に立ちはだかり、「文武高校」編ではシリーズで初めてプレイヤーのチームメイトとなる。
ヤーベン・ディヤンス
そばかすと金髪を除けば矢部そっくりな容姿と、ヤンス口調が特徴のアメリカ人。『パワプロ10』でアメリカへ野球留学に派遣された主人公の案内役として初登場し、共にレギュラーリーグを目指す。親日家であるため日本語が堪能。『パワメジャ』シリーズでも相棒役として登場。矢部と対面した際には、ガンダーロボのファン同士意気投合した（『パワプロ13決』）。なお、矢部とは何の血の繋がりもなく、矢部本人とのそっくりさんイベントの機会も未だにない。
ポジションは、『パワメジャ』シリーズおよび『パワプロ2013』では二塁手（2以降は中堅手・遊撃手のサブポジションも）、それ以外の本シリーズでは三塁手。『2011決定版』戦国野球編でも同名の人物が登場。
社長・課長・部長・係長
アマチュア球界最強チーム黒獅子重工の選手たち（『パワプロ6』『パワプロ'99』『パワプロ12』『パワプロ15』など）。社長は59歳ながら現役選手でパワーが高い三塁手。課長は左利きだがポジションは捕手と遊撃手。部長と係長は投手。チーム名の由来は、都市対抗大会の黒獅子旗と三菱重工から。社長は大豪月とは戦前からの親友でありライバル関係。
根霧蘭（ねぎり らん）
『パワプロ11』『パワプロ13』に登場するショップ店員。ゲームの序盤で主人公にアイテムについてのレクチャーをしてくれる。『パワプロ14』EDにも登場。特技は暗算。『パワプロ14』『パワプロ15』で登場したショップ店員の根霧蓮は妹である。
大豪月（だいごうげつ）

七瀬はるか
早川あおいの中学時代からの親友。初登場は『パワプロ9』。所属高は恋恋高校。彼女候補の一人で野球部マネージャーを務める。通常は一度限りの登場である彼女キャラには珍しく、その後の作品でもあおいイベントの中で登場し続け、『パワプロ2010』では髪型を変えて登場し、『パワプロ2011』ではエンディングのみ姿を見せていたが『パワプロ2012』では満通万教育大学の野球部マネージャー・彼女候補として正式に再登場を果たした。
高校時代は「病弱な良家の（隠れオタクな）お嬢様」であったが、大学時代には持病をほぼ克服、親友であるあおいのために陰に日向に活躍する姿を見ることができる。なおここでは「マリンボール」も二人の特訓の成果である。また、高校野球編が舞台である『サクセススペシャル』では高校時代に準拠して、病弱なお嬢様という設定で登場している。
熱盛宗厚（あつもり むねあつ）
声：金光宣明
『パワプロ2016』で初登場した実況アナウンサー。同作のサクセスでは隠し実況として登場している。パワフェスモードでは選手としても登場し、メインキャラクターとして取り上げられた。
元高校球児（『パワプロアプリ』の高校時代のデータから投手兼外野手）であり甲子園出場も果たしたが、初戦で頭部に死球を受けて途中交代。チームもそのまま敗退してしまった。その後、大学進学（『パワプロ2018』）を経てパワフルテレビに入局、アナウンサーとなる。
『パワプロ2016』以降の作品（サクセス関連モードに限らず）の実況担当という役割も持つことから、選手キャラとしては初めて声を設定されたキャラクターでもある。
ザコプロ君（通称）
固有キャラクター以外の選手の総称。いわゆるモブキャラクター。元々は端キャラクターで顔すら登場しなかったが、グラフィックが用意されたのは『パワプロ9』からで、基本的な姿形は主人公に似ているが、目が小さな黒目のみ。継承選手もこの姿で登場している。
近年の作品では服装や髪型・被り物をかえて選手以外の形での登場も多くなっている。また選手の顔グラフィックがエディット可能になった『パワプロ2010』以降、その容貌のバリエーションはさらに豊富になった。
アプリ版およびサクセススペシャルでは田中山に似た無個性の顔中心に戻り、上から目線で接してくるザコプロが多くなっている。
『パワプロ11』全日本編猪狩（守）イベント
全日本選抜選手。猪狩に「お前には人望がない」と正面から言い放つほどの口喧嘩をする反面、内心では彼を深く理解し信頼していることを窺わせる人物。
『パワプロ2011』以降はパワターを実装されたことでザコプロとしての顔設定は監督（『パワプロ2014』の一部の大学は例外）に留まっている。
『パワプロ14』友沢ルート
猪狩カイザースの選手。猪狩とは同期。「敗北の愚痴聞いてやってもいいぜ」という誘いに猪狩は「やっとスタメンのお前に、なんでボクが…」と返している。30歳に達し、大人の落ち着きと風格を得た猪狩が、なお学生時代の調子で口喧嘩をする人物。『パワプロ10』の主人公および上記『パワプロ11』の人物との関連性は不明。
『パワプロ2011』早川イベント
恋々高校野球部員。草野球の助っ人やユニフォーム選びに際して早川と行動を共にする。甲子園出場規約改定署名運動の中心人物。あおいの理解者であり、彼女が野球を続けられるよう、献身的に活動している。
なお、『パワプロ12』で早川が主人公に似ていると言った人物や、『パワプロ14』で共に母校訪問をした「彼」が、この人物かは不明。
彼と共に署名運動を行っている相棒は、眼鏡をかけサブカル的嗜好を持つ「やんす」口調の部員。こちらも『パワプロ12』で早川が語った「矢部君そっくりな人」かは不明。
『パワプロ14』橘ルート
キャットハンズの選手。橘と試合前に談笑している人物。対等に会話している。